# Sågtjärnen (Leksands socken, Dalarna)
Sågtjärnen är en sjö i Leksands kommun i Dalarna och ingår i Dalälvens huvudavrinningsområde.